# Invocateur
Un invocateur ou invoqueur est une personne (possibilité d'être un ninja ou autre) qui peut faire appel à des créatures (appelées principalement Esprits Originels ou Élémentaux) après les avoir rencontrées (et parfois les battre). Est également une nomination pour nommer un certain groupe de personnes capable de déplacer des objets sans qu'on les voit, ils ont la capacité de se regrouper en un instant.
Ce type de personnage apparaît dans certains jeux vidéo comme Tales of Phantasia, Tales of Symphonia, la saga Final Fantasy.